# Teatr w Larisie
Teatr w Larisie (gr. Α' Αρχαίο Θέατρο Λάρισας) – starożytny teatr grecki z III w. p.n.e. w Larisie, jeden z największych tego typu w Grecji – na 10 tys. widzów, funkcjonujący początkowo jako teatr i miejsce spotkań najwyższego regionalnego organu administracyjnego Ligii Tesalskiej, pod koniec I w. p.n.e. przekształcony w rzymską arenę. W 2014 roku teatr został wpisany na grecką listę informacyjną UNESCO. 

## Historia
Teatr został wzniesiony w Larisie na początku III w. p.n.e. przy południowym zboczu wzgórza, na którym stał antyczny akropol. W pierwszych latach działalności wystawiano tu zarówno sztuki teatralne, jak i organizowano spotkania najwyższego regionalnego organu administracyjnego Ligii Tesalskiej. Pod koniec I w. p.n.e. teatr został przekształcony w rzymską arenę, która funkcjonowała do III–IV w. n.e. Po przekształceniu teatru w arenę, mieszkańcy Larisy wznieśli drugi teatr grecki. W II–III w. arena uległa znacznemu zniszczeniu przez trzęsienie ziemi, a podczas kolejnego trzęsienia ziemi w VII w. została prawie doszczętnie zburzona. 
W 2014 roku teatr w Larisie, obok innych piętnastu teatrów antycznych, został wpisany na grecką listę informacyjną UNESCO – listę  obiektów, które Grecja zamierza rozpatrzyć do zgłoszenia do wpisu na Listę Światowego Dziedzictwa UNESCO.

## Architektura
Zbudowany z marmuru teatr był bogato zdobiony reliefami. Cavea znajdowała się na stoku wzgórza, na którym wzniesiono terasy, by pomieścić widownię. Diazoma o szerokości 2 m rozdzielała caveę na dwie części. Część górna uległa zniszczeniu, ale wiadomo, że podzielona była na 22 sektory (cunei) z 14–18 rzędami każdy; między blokami znajdowały się schody. Część dolna podzielona była na 11 sektorów z 25 rzędami każdy. Orkiestra (przestrzeń pomiędzy widownią a sceną) mogła mieć 25 m średnicy. Widownia mieściła 10 tys. widzów. 
Do XXI w. zachowały się w dobrym stanie dwa boczne przejścia dla chóru i widzów pierwszych rzędów – parodoi. Najlepiej zachowaną częścią teatru jest budynek teatralny (20 x 2 m) z pierwszej połowy II w. p.n.e. Budynek miał cztery pomieszczenia i trzy wejścia – dwa środkowe pomieszczenia funkcjonowały jako garderoba dla aktorów. Budynek zdobił rząd sześciu węgarów i sześciu półkolumn doryckich, a belkowanie spoczywało na kolumnadzie. W I w. n.e. budynek uległ znacznemu zniszczeniu, częściowo podczas prac przekształcania całości w rzymską arenę. Elewacje wykończono wówczas marmurem, dodano kolumny i dekoracje rzeźbiarskie, a także wzniesiono drugie piętro.

## Prace archeologiczne
Do 1985 roku na terenie teatru stały nowoczesne budynki i przebiegały dwie główne ulice, które wzniesiono pomimo wcześniejszych odkryć archeologicznych – części sceny (1910) i fragmenty górnego teatru (1968). Część budynków wyburzono w końcu w latach 80. XX w. i rozpoczęto prace wykopaliskowe. Kolejne budynki i ulice rozebrano w latach 90. Scenę odkryto całkowicie dopiero w 2004 roku. Od 2010 roku prowadzone są prace konserwatorskie.